# Atari 2600
Atari 2600は、米国アタリ社が開発し1977年にリリースした家庭用ゲーム機である。
マイクロプロセッサを用いたゲーム機であり、それまで一般的だったプログラムが固定されたゲーム機と異なり、前年1976年発売のフェアチャイルド・チャンネルF同様に、ロムカートリッジによりゲームソフトを交換できる方式のゲーム機として1977年に「Video Computer System」の名で発売された。発売時の価格は199ドル。当初は「Atari VCS」の通称で親しまれ、後に「Atari 2600」に改称された。
最初のリリース開始から1982年11月までは、本体にジョイスティック2台とパドルコントローラ2台とロムカートリッジ1本が最初から同梱するかたちで販売された。付属したロムカートリッジは最初は:en:Combatで、その後、Namcoによって開発された『パックマン』を当機に移植した『Pac-Man』が同梱されるようになった。
本機には、業務用ゲームだった『スペースインベーダー』が移植され、いわば最初期のキラーアプリケーションとなり、さらに女性に人気のゲーム『パックマン』、『サーカス』なども移植し本体の販売台数を大きく伸ばし米国における家庭用ゲーム機産業を大きく成長させた。その一方で、加熱する販売がやがて業界内で判断ミスを生みロムカートリッジの過剰発注・過剰製造も引き起こし、のちにアタリショックと呼ばれる危機的状況もまねき、同国の家庭用ゲーム機産業を凋落させる現象も引き起こしたことでも知られる。

## 歴史
Atariはノーラン・ブッシュネルとテッド・ダブニー（en:Ted Dabney）によって1972年に設立された会社で、それまでの最大のヒット商品は1972年にリリースした業務用機の『ポン』であり、これは硬貨を投入するゲーム機で成功したものとしては最初期の機種だった。『ポン』に続きヒットするゲームを開発しようとしている間に業務機市場にライバル会社が多数登場し、さらにAtari側のいくつかの判断ミスも重なり1974年に財政難に陥ったものの、その年の年末には危機から立ち直った。そして1975年までに、当時は家庭用ゲーム機のほぼ唯一の大手だったマグナボックスのゲーム機に対抗する形で家庭用の『ポン』専用機をリリースした。だが当時すでにAtariの技術者たちは、回路基板上にカスタム設計の論理回路を実装する方式によりゲーム機をまるごと1台永久的にたったひとつのゲームの専用機にしてしてしまうというやりかたには限界があると認識していた。
業務機市場は競争が激化しており経営上のリスクが増していると判断したAtari社は、ふたたび家庭用ゲーム機に注力する決断をした。
なお1974年までにAtari社は、ブッシュネルとダブニーのアンペックス社時代の同僚2名スティーブ・メイヤー（Steve Mayer）とラリー・エモンズ（Larry Emmons）が設立したCyan Engineeringというエレクトロニクスの会社を買収しており、この2人がAtariの新しいゲーム機のアイディアを練るのを助けていた。家庭版の『ポン』をリリースする前から、Cyan Engineeringでメイヤーやエモンズの指揮のもとに働いていた技術者たちは、プログラム可能なマイクロプロセッサを使えばAtariがそれまで業務用機で提供してきたいくつかのゲームもプレイできる家庭用ゲーム機を実現できることに気づいていた。彼らはマイクロプロセッサを使えばゲーム機の設計を専用機よりずっと簡潔で強力なものものにできるはずだと考えた。だが、そのような目的に使える当時のマイクロプロセッサは1個あたり100ドルから300ドルもし、そのような価格のプロセッサを搭載しては家庭用ゲーム機として市場が許容するような価格帯を越えてしまう。それでAtariは、将来のゲーム機のためにモトローラ社の新規のプロセッサ6800を使うことについて交渉を始めた。

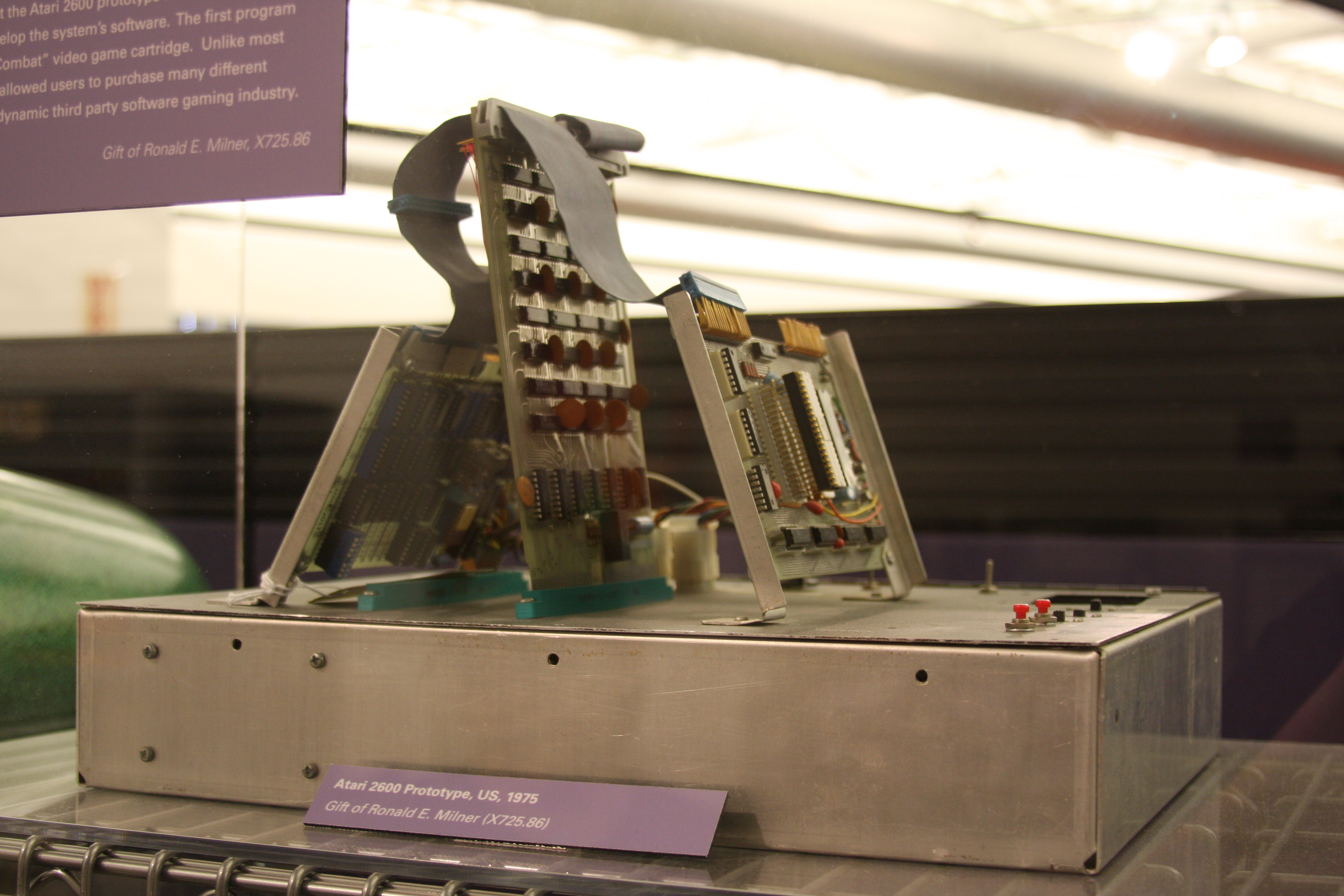
コードネーム「Stella」の最初のプロトタイプ

Atari社は1975年までにジョゼフ・デクイア（en:Joseph C. Decuir）というカリフォルニア大学バークレー校を卒業したばかりで自身でMOS 6502のテストを行っていた人物を雇い入れた。1975年に当機は「Stella ステラ」というコードネームで開発が開始された（Stellaはデクイアが乗っていた自転車のブランド名だった）。メイヤーとエモンズが開発したプロトタイプはデクイアによってデバッグされた。この試作機はブレッドボードレベルのグラフィック・インタフェースも含んでいた。そして2台目のプロトタイプ開発に着手し、Jay Minerがテレビに画像と音響を送るための集積回路をつくり（それをTelevision Interface Adaptor (TIA) と命名し）、この2台目のプロトタイプは1976年3月までに完成し、TIA、MOS 6507、ロムカートリッジのスロット、アダプタを含んだものになった。当機で採用された廉価版のCPUである6507やTIAや他のコンポーネントにはかなりの機能的な制約があったので、プログラマたちは当機のためにさまざまな工夫を駆使して当機の性能を引き出すべくゲームソフトの最適化をはかった。
資金難から1976年にノーラン・ブッシュネルは自身が保有するアタリ社の全株式をワーナー・コミュニケーションズに売却し現金を得た。翌1977年9月11日に北米で「Video Computer System」の名で発売された。本機は業務用作品の移植の試みも多く、ローンチタイトルとなった9本の作品内の半数以上が業務用作品を元としており、その中にはポンも含まれていた。
1982年には後継機となるAtari 5200が発売されるにあたり、VCSもAtari 2600と改称した上で継続して販売された。
1984年、アタリ社の家庭用ゲーム部門はアタリコープとなり、1986年にAtari 5200の後継機であるAtari 7800と共にAtari 2600 Jrと呼ばれる廉価版を発売した。
日本では1977年10月から12月頃に東洋物産が輸入元となり、東日本においては河田、西日本においては久貿易から発売された。その後、エポック社から1979年10月8日に「カセットTVゲーム」の名称で輸入販売された。RF出力するチャンネルの切り替えが出来なかったため「1ch専用機」「2ch専用機」のバリエーションで販売された。
1983年5月10日、アタリ・インターナショナル日本支社(本社は米国デラウェア州で設立)から日本版Atari 2600として、Atari 2800が日本で発売された。

## ハードウェア
英語版記事en:Atari 2600 hardwareも参照可。
CPUにモステクノロジー社の6502のコスト削減バージョンである6507を採用。当機ではクロック周波数 1.19 MHz で動作。
入出力制御にメモリ兼用の6532 RIOT（RAM, Input, Output, Timerの略）を採用。グラフィック処理と音源の機能はジェイ・マイナーによって開発されたTelevision Interface Adaptor（以下、TIA）と呼ばれるワンチップに収められた。
筐体の上部にもともとは6個のスイッチが配置されていた。電源、テレビのカラー/白黒タイプの選択、ゲーム選択、ゲーム難易度選択、ゲームリセットに関するスイッチであった。
ジョイスティック2台とパドルコントローラ2台を同梱。コントローラ類を接続するため、本機にはD-sub 9ピン(DE-9)状の台形のコネクタが2つ用意されている。
このコネクタは、様々な仕様のコントローラに対応できるようデジタル入力、デジタル出力、アナログ入力に対応している。
のちに「アタリポート（アタリ端子）」と呼ばれるようになったわけだが、その細かい仕様については#コネクタの仕様を参照。

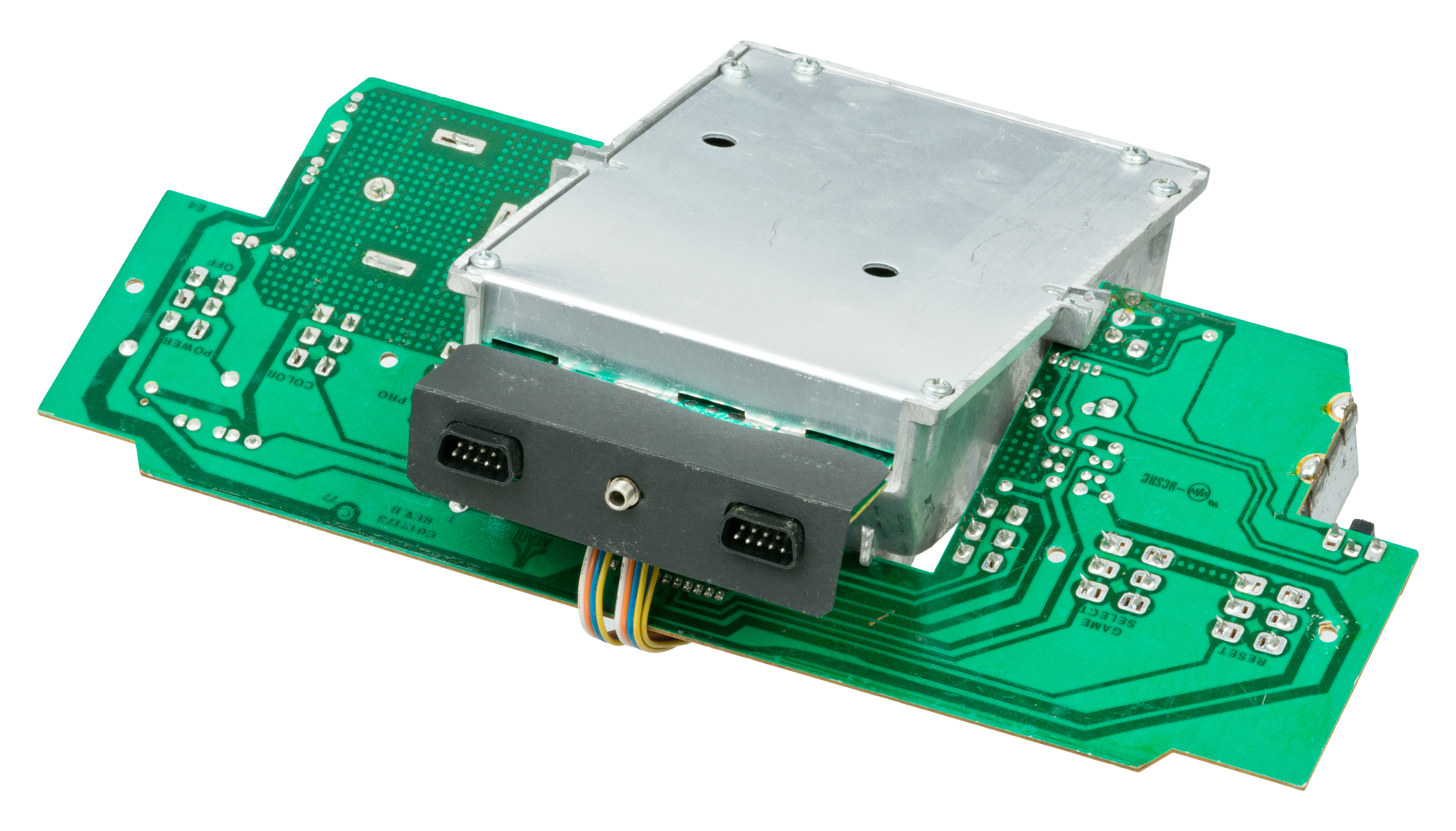
当機の内部
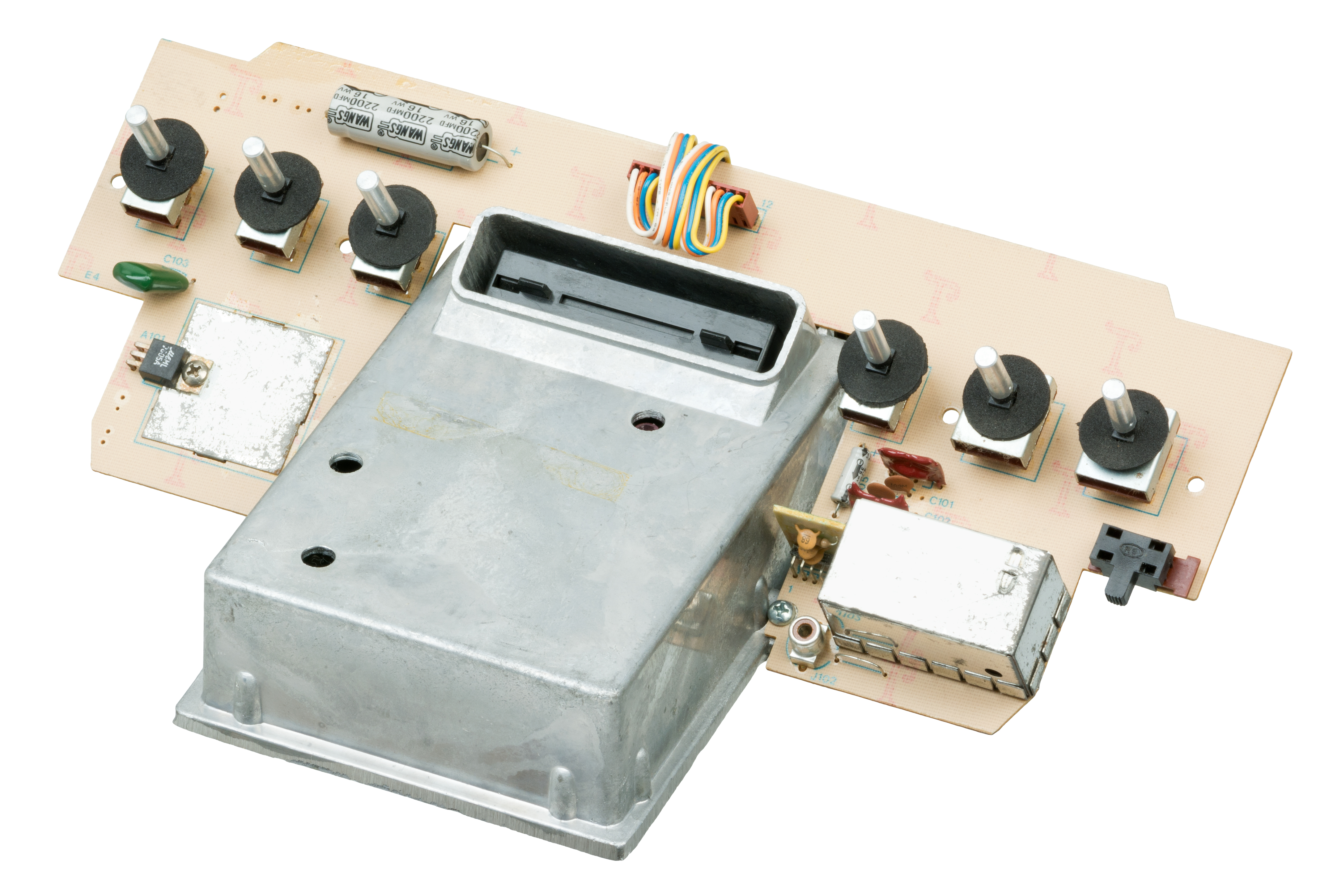
リリース当初の当機の内部。カートリッジ差し込み口の側。左右に計6個のスイッチが配置されている。
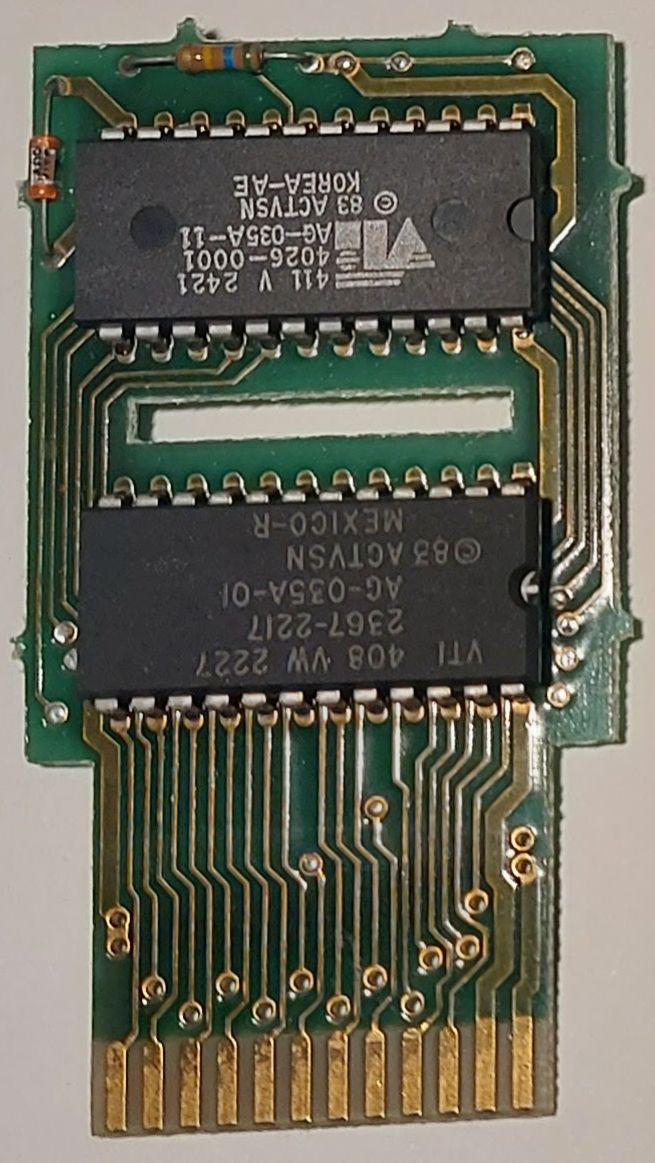
Atari 2600のロムカートリッジの基板

### コントローラ
コントローラとしては最初のリリースからパドルコントローラ2台とジョイスティック2台が同梱された。パドルコントローラはAtariの代表的なゲームだった『ポン』で使うものだった。
他にも12ボタン(横3×縦4)のキーボードなど、下の写真のようなコントローラが別売りなどで用意された。

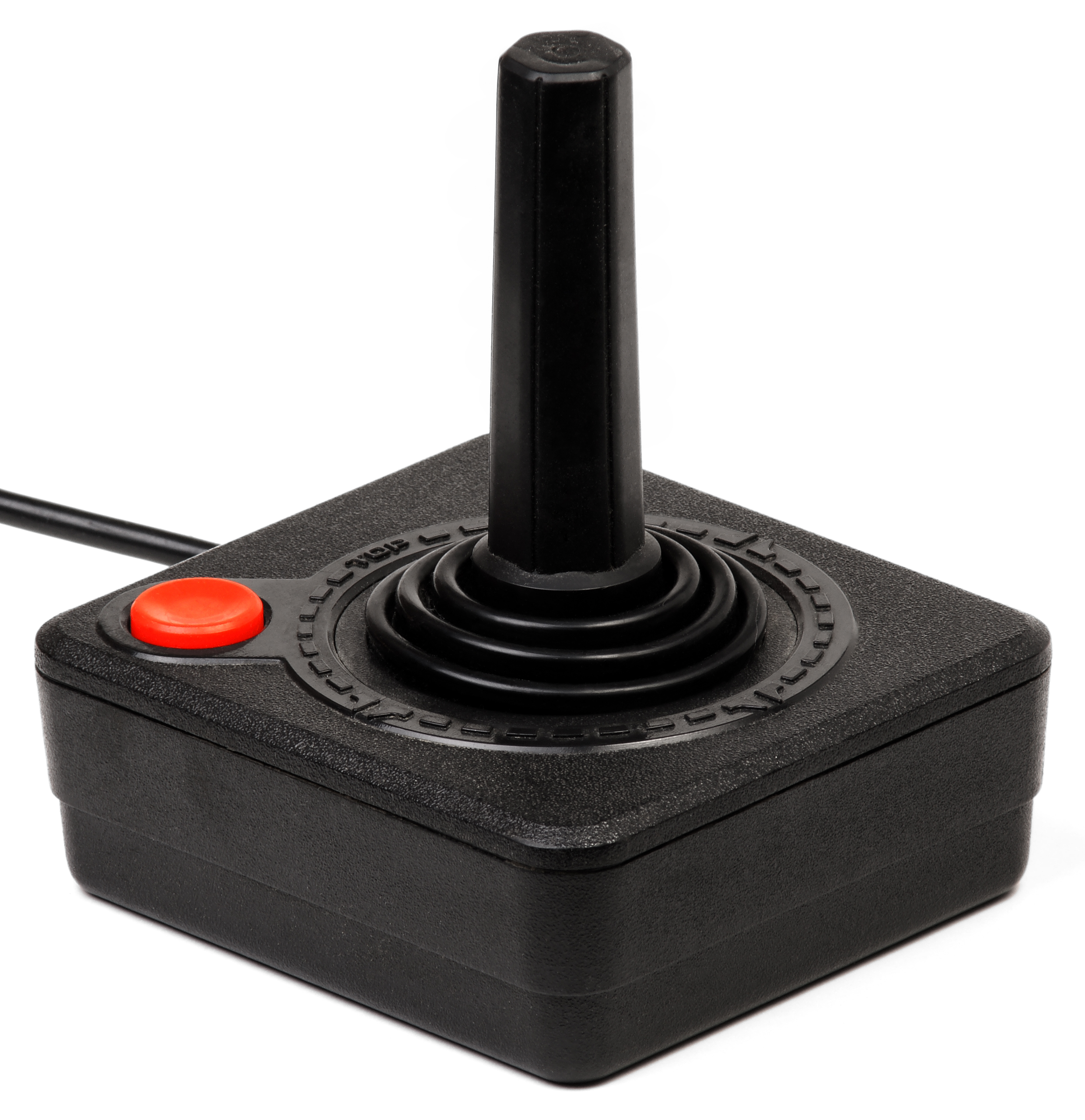
ジョイスティック
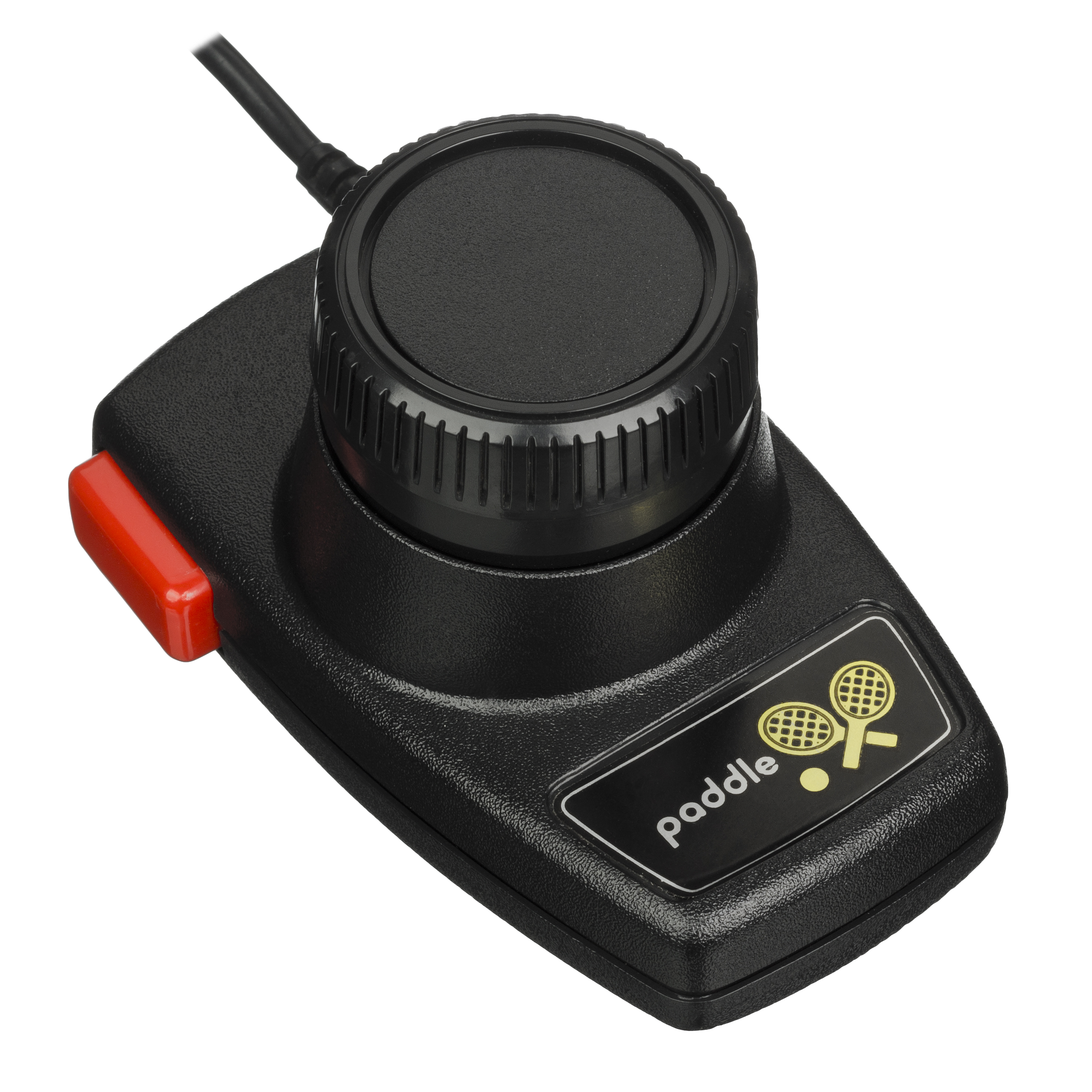
パドルコントローラ
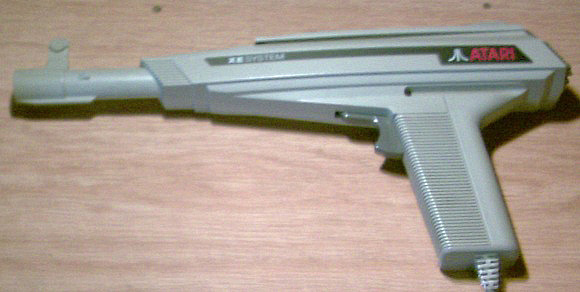
光線銃
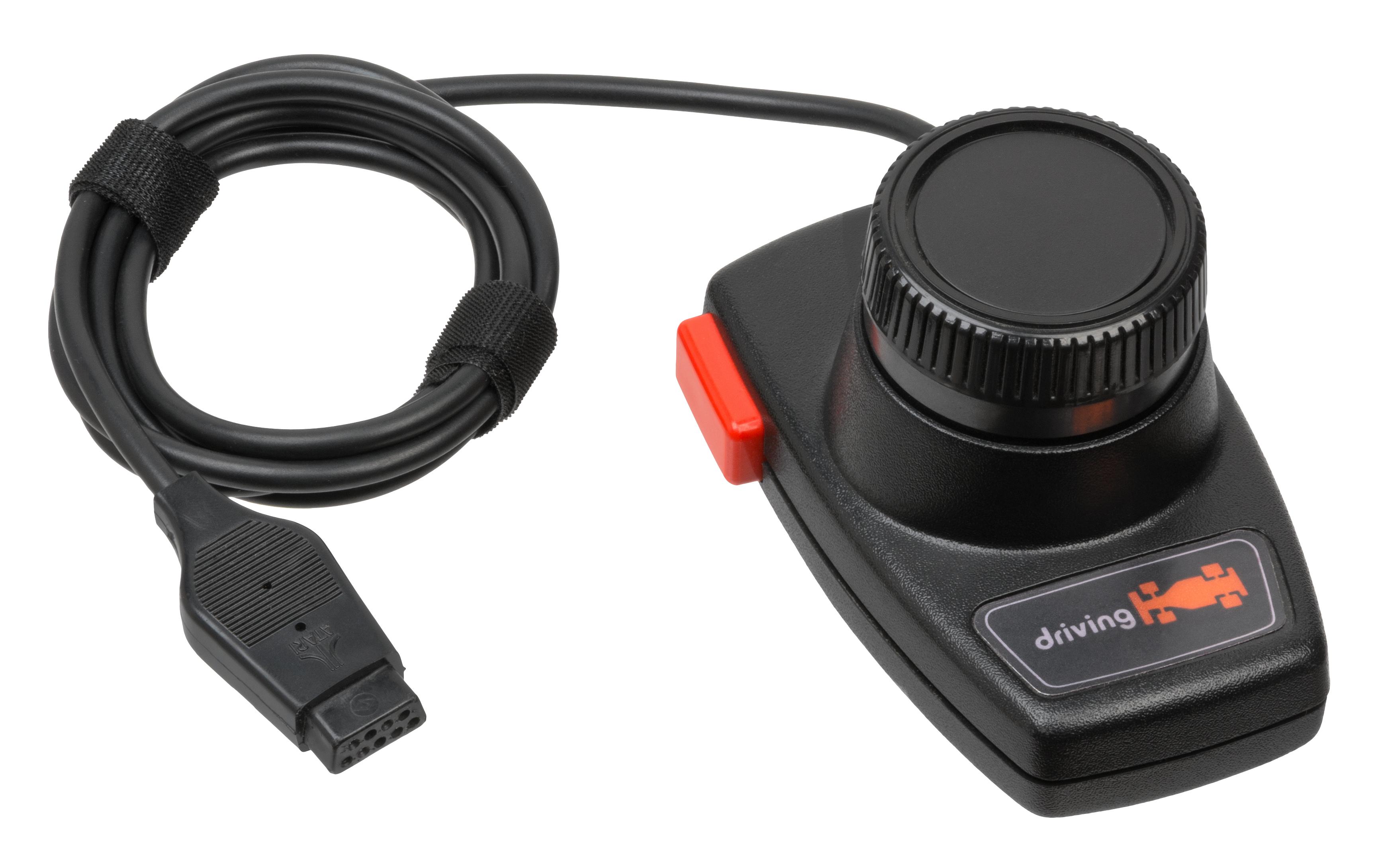
ドライビングコントローラ
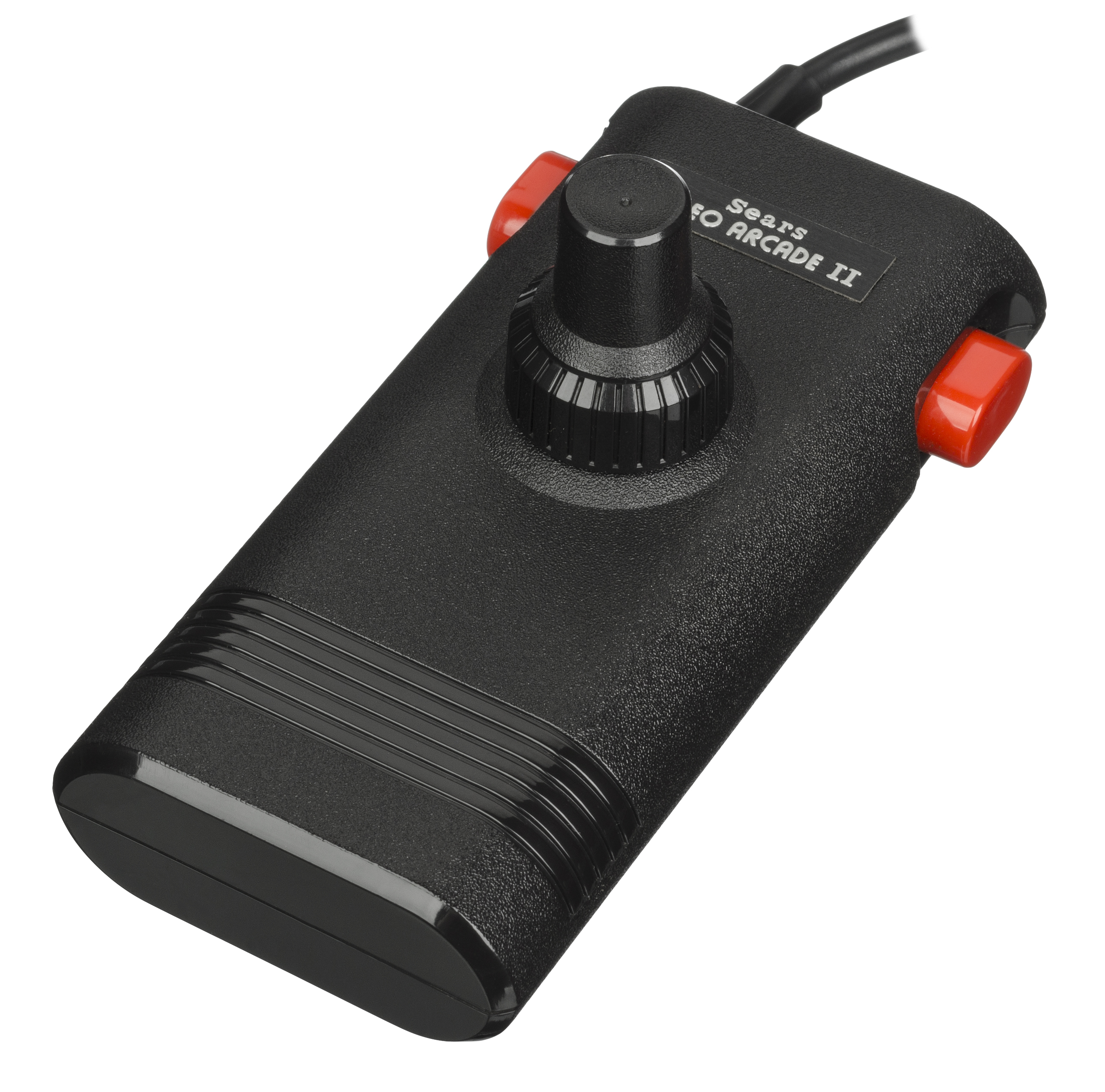
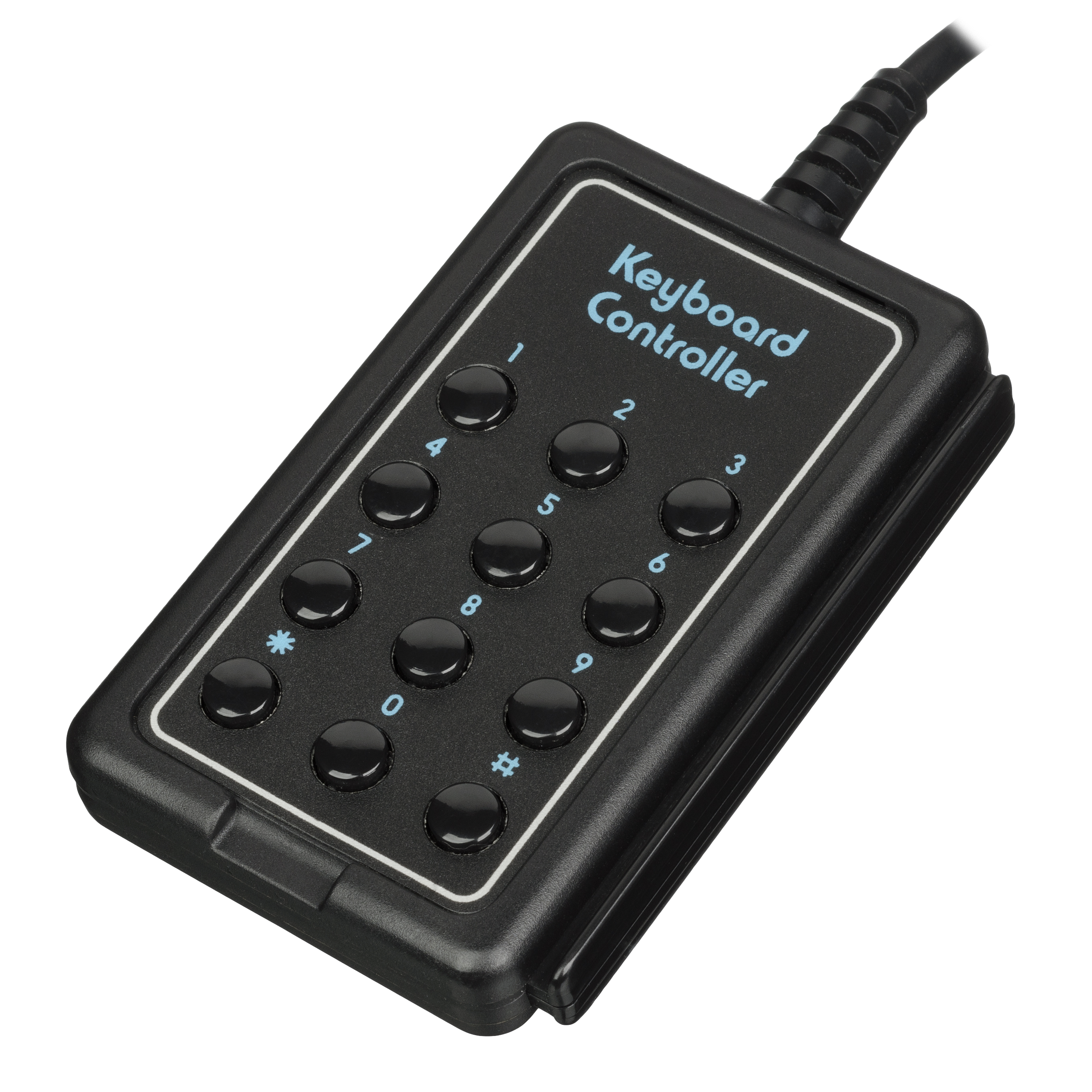
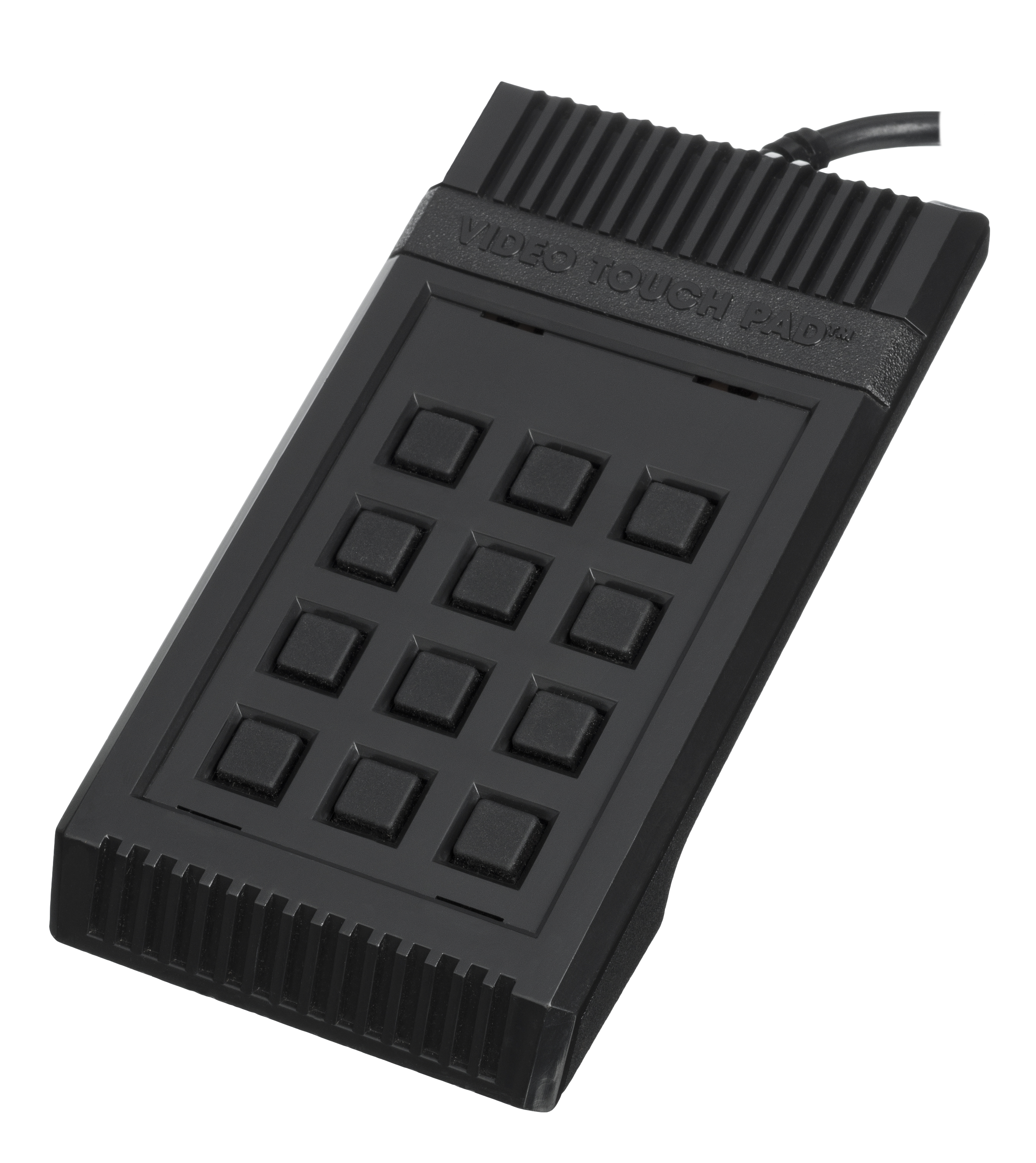

### コネクタの仕様
当機にコントローラを接続するためのコネクタ（ポート）のピンアサインは以下の通り。
| Pin No. | 信号の種類                | Atari Joystick       | Atari Paddle           | Atari Keyboard                 |
| 1       | デジタル入力/デジタル出力 | UP#(デジタル入力)    | NC                     | 最上段の読取指定(デジタル出力) |
| 2       | デジタル入力/デジタル出力 | DOWN#(デジタル入力)  | NC                     | 2段目の読取指定(デジタル出力)  |
| 3       | デジタル入力/デジタル出力 | LEFT#(デジタル入力)  | BUTTON2#(デジタル入力) | 3段目の読取指定(デジタル出力)  |
| 4       | デジタル入力/デジタル出力 | RIGHT#(デジタル入力) | BUTTON1#(デジタル入力) | 最下段の読取指定(デジタル出力) |
| 5       | アナログ入力/デジタル入力 | NC                   | POT1(アナログ入力)     | 左列のキー読取(デジタル入力)   |
| 6       | デジタル入力              | FIRE#                | NC                     | 右列のキー読取                 |
| 7       | VCC(+5V)                  | NC                   | VCC                    | VCC                            |
| 8       | GND                       | コモン端子           | ボタンのコモン端子     | コモン端子                     |
| 9       | アナログ入力/デジタル入力 | NC                   | POT2(アナログ入力)     | 中央列のキー読取(デジタル入力) |

デジタル入力の読取は、プルアップされた各入力ピン(1 - 4、5、6、9番ピン)とGND(8番ピン)との短絡を検出することによって行われる。また、アナログ入力は、各入力ピン(5、9番ピン)とVCC(7番ピン)との間に可変抵抗を設け、その抵抗値を読み取るものである。1 - 4番ピンのデジタル入力/デジタル出力はピン単位で切り替え可能である一方、5、9番ピンのアナログ入力/デジタル入力の切り替えは両コントローラ用コネクタの全ての入力ピンに対して行われる(コネクタ1をアナログ入力、コネクタ2をデジタル入力とするような設定にはできない)。また、6番ピンは他のピンと同様のオンオフ検出とエッジ検出(一旦オンになったらコントローラ側でオフにしてもオンと検出され続ける)との切り替えが可能である。この切り替えも両コネクタに対して一斉に行われる。
当機のコネクタの仕様が他のシステムでも利用されたことについては当機の話ではないので、記事末尾の#コネクタ仕様の他機種での利用で解説。

## ソフトウェア
1977年にローンチタイトルとしてAir-Sea Battle, Star Ship, Street Racerなど9本が発売されてしばらくの間は、世界初のアクションアドベンチャーゲームとして知られる『アドベンチャー』や、『ブレイクアウト』など、アタリ製のソフトだけが発売されていた。
日本
日本でも東洋物産によって本体とともに『コンバット』『インディ500』『宇宙船』『サラウンド』『ブラックジャック』『ブレイクアウト』などが輸入された。
業務機ソフトの移植
1980年、日本で本機を「カセットTVゲーム」として輸入・発売していたエポック社からの要請を受け、当時日本で流行していた『スペースインベーダー』の移植版を発売した。また、翌1981年にはいずれもアタリが開発したアーケードゲームの移植版である『アステロイド』と『ミサイルコマンド』を発売した。
ソフトのサイズ
初期のAtari2600用ソフトのカセットROMの容量は2キロバイトであるのに対し、『スペースインベーダー』や1982年に発売された River RaidのROMの容量は4キロバイトである。
また、『アステロイド』は、バンク切り換えにより、Atari2600用ソフトとしては初めて8キロバイトの容量を実現した 。
さらにその後発売された『ディグダグ』や『クリスタル・キャッスル』といった別のアーケードゲーム作品の移植版の容量は16キロバイトである。

## バリエーション

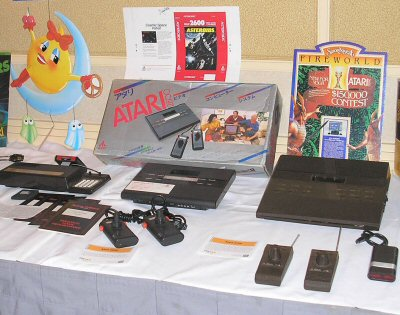
Atari 2800（写真中央）

Atari 2700
未発売のワイヤレスコントローラ同梱モデル。テレビなど他のリモコン機器に誤作動をおこすおそれがあったため、開発は終了していたものの発売はされなかった。なお、のちにAtari 2600用のワイヤレスコントローラが発売された。
Atari 2800
日本市場向け仕様。筐体デザインを変更しており、本体のスイッチがAtari 2600のレバー式からボタン式に改められている。付属コントローラもジョイスティックのつまみ部分がパドルになっていて、ジョイスティック・パドル一体型という独特な形状だった。サイズ 290 mm × 220 mm × 85 mm、重量 1,100 g。
ゲームソフトは31タイトルを発売、この内の25タイトルが本体と同時発売。全てAtari 2600用ソフトのコンバージョンで、日本向け専用ソフトは1本も発売されなかった。
Atari 2800のパンフレットカタログでは下記25タイトルが第1弾の発売とされている。
1. フェニックス号
2. バンガード（先導部隊）
3. ヤーの復讐
4. ミサイル総司令部
5. アステロイド（小遊星）
6. スター・レーダーズ
7. スペース・インベーダー
8. ディフェンダー
9. センティビード
10. バザーク
11. スーパー・ブレイクアウト
12. サーカス・アタリ
13. リアルスポーツ ベースボール
14. ゴルフ
15. リアルスポーツ バレーボール
16. スウォード・クエスト 地の世界
17. スウォード・クエスト 火の世界
18. E.T. - The Extra-Terrestrial
19. ホーンティド・ハウス
20. レイダース失われた聖櫃 アーク
21. 算数グランプリ
22. ディモン（小鬼）からダイヤモンド
23. 戦う将軍
24. ナイト・ドライバー
25. 空・海戦闘

また、Atari 2800本体の「83.11.15 作成日」と記載されているアンケートはがきには、上記25タイトルのほかに、下記10タイトルの名前が存在している。ムーンパトロールに関しては、近日発売と記載があり、パッケージ画像も説明書も確認されてないため、未発売の可能性がある。ポールポジションに関しては、Atari 2600用のパッケージに 「Atari 2800」と記載されている「ゲーム取扱い説明書」を付属する形態で発売された模様。
1. ギャラクシアン
2. リアルスポーツ サッカー
3. リアルスポーツ テニス
4. ポールポジション
5. バトル・ゾーン
6. ジャングルハント
7. ムーンパトロール（近日発売）
8. アーニーのABC宇宙船（近日発売）
9. むしゃむしゃ クッキー・モンスター（12月発売予定）
10. ビッグバードの たまごキャッチ（12月発売予定）

またそれ以外に、パッケージと説明書が確認されている存在として下記2タイトルが存在する。
1. パックマン
2. 飛び鳥戦士

## 反響
発売当初は、前年にフェアチャイルド社から発売された世界初のロムカセット式ゲーム機Video Entertainment System（後のチャンネルF）との競合もあり、その売り上げは芳しくなく、アタリとAtari 2600の生みの親であるブッシュネルが解任されるなどの事態にも至った。
だがプログラム仕様を公開してサードパーティーによるゲームソフトの開発・販売を可能としたことによって、家庭用ゲーム機独自の市場を形成するに至り、当時としてはグラフィックやサウンド機能に優れたVCSは市場をほぼ独占。日本でブームとなった『スペースインベーダー』の移植版を1980年に発売して、200万本を超える大ヒット作となり 、これに合わせて本機の売れ行きも上がった。
その一方、1982年までにはサードパーティーによるソフトの粗製濫造や、販売代理店による水増し注文が相次いだ結果、大量の売れ残りが発生し、最終的にはアタリショックと呼ばれる現象を引き起こした。
またサードパーティーの一つであるミスティークは、Atari2600向けに性的な内容を含んだソフトを開発・販売してきたが、その一つである『カスターズ・リベンジ』は、ジョージ・アームストロング・カスターがアメリカインディアン女性を強姦する内容となっており 、女性団体とインディアンの団体から抗議が寄せられるなど論争を呼んだ 。

### アタリショック

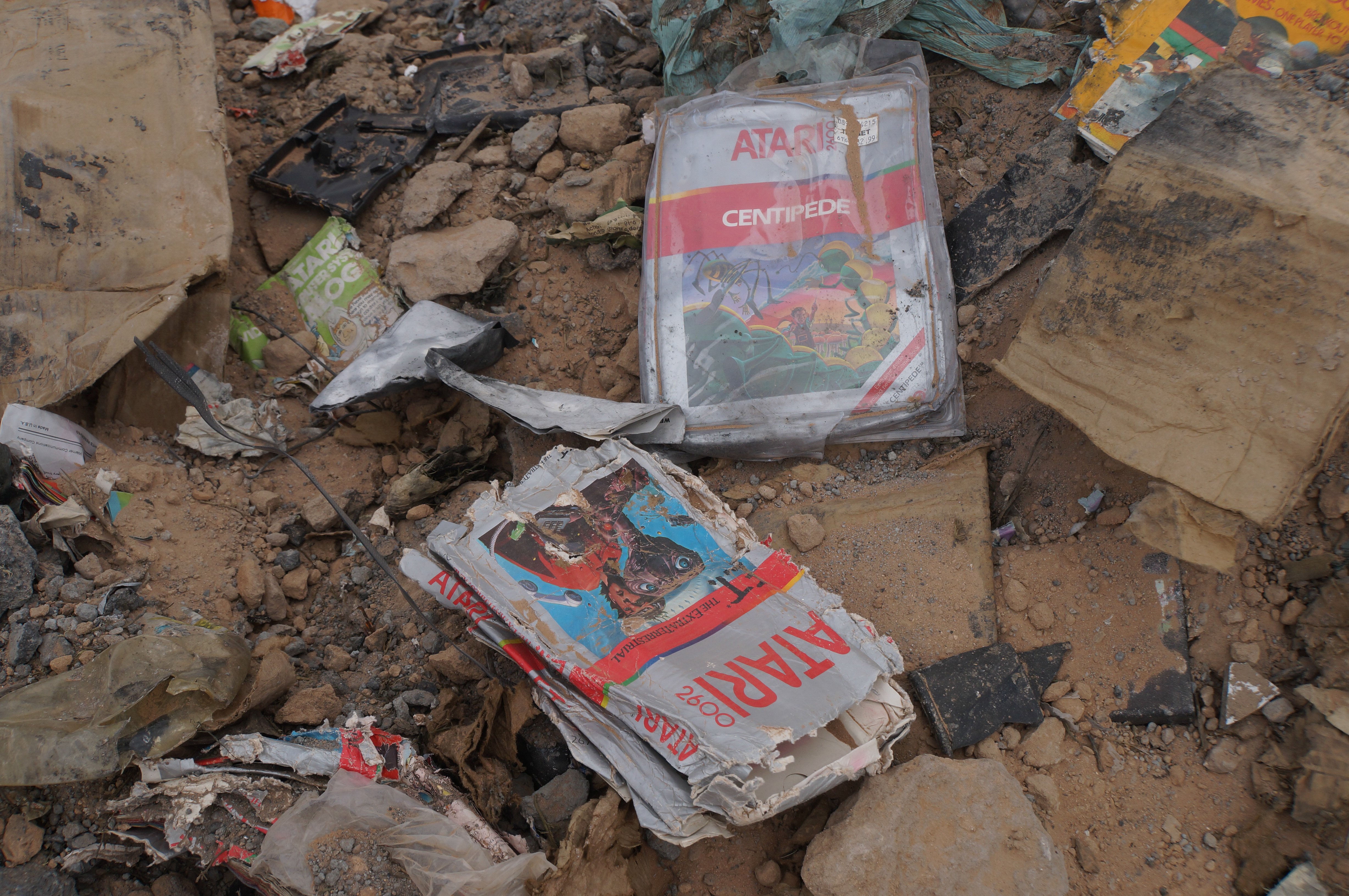
ビデオゲームの墓場から発掘されたAtari 2600用ソフト

コレコビジョンやエマーソン・アルカディアといった新しいゲーム機やコモドール64に代表される低価格パソコンとの競争にAtari 2600は晒されていた。さらに、売上の増大に生産が追い付いていなかった前年10月にアタリ社が販売代理店に対し翌年分の一括発注を求めた結果、品切れを避けるために販売代理店が水増しで発注をした。その誤った需要予測に基づいて生産を行ったアタリ社は過剰在庫を抱えることとなり、たとえば1982年春に発売された『パックマン』のAtari 2600移植版のカートリッジは、当時稼働していた本体の数を数百万本も上回る数が生産された。クリスマス商戦に向けて発売された『E.T.』も売上以上に大量の売れ残りが発生し、翌年には『パックマン』とともにニューメキシコ州アラモゴード市の埋め立て地「ビデオゲームの墓場」に埋められた。1982年の第4四半期から翌1983年の第1四半期にかけてアタリの売上は急落。これが発端となり、1985年までにAtari 2600のみならず米国家庭用ゲーム市場そのものが急速に衰退し、一連の凋落はのちにアタリショックとして知られるようになった。加えて、『E.T.』と『パックマン』はアタリショックを引き起こしたソフトとして知られるようになった。

### 日本での反響
日本では1977年12月頃に東洋物産から94,800円（カセット1本込み）で輸入販売されたことなどもあったが、その後はインベーダーブームを受けて1980年にエポック社からカセットTVゲームとして販売された。このときの販売価格は57,300円、カートリッジの販売価格は12,500円とまだまだ高く設定されていたことに加え、ゲーム&ウオッチといった安価な携帯型ゲーム機が普及していたため、日本での人気はいまひとつであった。
ライターの武層新木朗はこれらの二つに加え、VCS版『スペースインベーダー』のグラフィックがオリジナル版よりも劣っていた点が指摘されていたことや、「そして、人間とコンピューターとの対話であるインベーダーゲームは、自然界には決して存在してない遊びだから、子どもが一心不乱にブラウン管を見つめる光景は、とくにシューティングに興味がないような親たちの目には、ずいぶん奇異で不健康な遊びに映ったことだろう。」と保護者の理解が得られなかったことが、日本国内におけるVCSの販売不振につながったのではないかとみている。
1983年5月10日には、同年3月9日設立されたばかりのアタリ・インターナショナル日本支社から日本市場向けにAtari 2800を発売。24,800円での発売を予定していたがリリース直前にバンダイがアルカディアを19,800円で発売したのを受けて急遽19,900円に値下げして発売した。しかし同じ年には任天堂のファミリーコンピュータ（ファミコン、定価14,800円）やセガ・エンタープライゼスのSG-1000などの安価な家庭用ゲームハードが相次いで発売されたことで苦戦を強いられた。児童向け漫画雑誌月刊コロコロコミック1983年10月号には、SG-1000を抑えてファミコンに次ぐ2位と評価する記事が掲載されていた。また、世界で実績のあるゲームタイトルを短期間で多数用意できたことも利点だった。しかしそれでもファミコンが群を抜く別格の高評価だったことには変わりなく、セガがSG-1000IIやセガ・マークIII、エポック社がスーパーカセットビジョンなど、他社が後継ハードを発売したのに対してそのような展開の無かったAtariは、結果的に一年たたずに日本から撤退した。

## 販売終了後の展開
後年発売されたプラグ&プレイ型ゲーム機でいくつかのゲームを遊ぶことができる。

### ライセンス品
Atari Flashback
Atari 2600とAtari 7800のゲームが内蔵されたゲーム機。このゲーム機にはゲームが全部で20本内蔵されている。
Atari Flashback 2
Atari 2600のゲーム40本が内蔵されたゲーム機。後述のTVボーイと似ているがこちらはノンライセンス品ではない。Atari 2600本体の形をしている。
Atari Classics 10-in-1 TV Games
Atari 2600のゲーム10本が内蔵されたゲーム機。これもノンライセンス品ではない。Atari 2600のジョイスティックの形をしていて、テレビに繋ぐと見た目はジョイスティックが直接テレビと繋がっている形になる。
Atariプレイングキーチェーン
ATARI 2600のゲーム2本が内蔵されたキーチェーンゲーム機。
ColecoVision Expansion Module #1
コレコのゲーム機であるコレコビジョン用の拡張モジュールで、Atari 2600互換のカートリッジ端子及びコントローラ端子を備えAtari 2600用ソフトの多くを動作させることができた。当初はアタリとの間で訴訟問題となったが後に正規ライセンスを得ている。また、コレコはこのライセンスに基づいてAtari 2600互換ゲーム機であるGeminiを販売した。

### ノンライセンス品

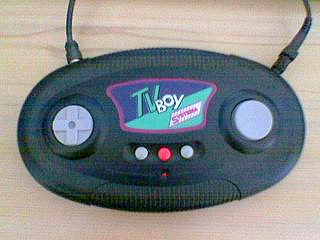
TV Boy

TV Boy （TVボーイ）
中国製のクローン商品。海賊版ではあるが、後年ブームとなったミニファミコンやメガドライブ ミニのようにソフト内蔵のゲーム機に回帰したもので、その種のゲーム機は本機が元祖という説がある。アクティビジョン社のレアゲームやメジャータイトルを含むAtari 2600のゲーム127本を収録するが、アタリ社の許諾は得ていないため、そのことには触れられておらず収録タイトル一覧にも適当なゲーム名があてがわれていた。UHF帯でテレビとワイヤレス接続するコントローラ一体型ゲーム機で、ATARI仕様の2P用端子を持つ。1995年頃から日本国内で通信販売や店頭販売された。
学習研究社のTVボーイとは異なる。

## コネクタ仕様の他機種での利用
当機のために考えられたコネクタの仕様は、他のマシンでも使われることになった。
厳密に「規格」として定められていた訳ではないが、Atari 2600と部分的に互換性のある(少なくとも1ボタンのジョイスティックがそのまま使用可能な)コントローラ用コネクタが、アタリのみならずコモドール等様々な企業のパソコンやゲーム機に採用されている。日本ではPC-6001で2ボタンと拡張し電源ピンやGNDピンの位置を変えて採用された他、NECが規格策定の初期に関わっていたMSX規格が、PC-6001と同一のピンアサインのコネクタを採用した。ゲーム機としてのMSXなどの普及などにより、Windowsが国内で台頭するまで間、この拡張されたPC-6001と互換性のあるピンアサインのコントローラが国内ではデファクトスタンダードとなっていた。また、類似したピンアサインをシャープのX1が採用した。ただし、X1の実装ではPSGの汎用I/Oが直接コネクタに出ているため、コモン端子(X1ではAtari 2600と同じくGND)の配置は同じものの、電源ピンが無く8番ピンを除く全てのピンが入出力端子となっている。ゲーム機ではセガのSC-3000で同様にボタンが追加された仕様のコネクタが使用されており、拡張を重ねながらメガドライブまで使用されていたが、上記のPC-6000シリーズや、MSXとは拡張部分のピンアサインは別のものである。下記の様にATARI2600、MSX、X1、セガのゲームコンソールではインターフェイス側に電気的な互換性は無い。また、これらの互換性はLowになったピンの位置と意味が合致することによって維持されているため、実際のコントローラ側の実装ではスイッチが押下されたときに接続されるピンの差異などもあるため、特に電源を併用するようなコントローラでは注意が必要であり正式に製品が対応を謳っているコントローラを用いることが望ましい。なお、直接の互換性は無いものの、ピンを入れ替えるアダプタを用意することで、別の機種に用意されたものを使用するソフトウェアなども販売されている他、電池ボックスや、モードスイッチを装備することで、複数のコンソールに対応するジョイスティックも発売された。
このように、厳密にはピンアサインとしては異なるものの、1ボタンのATARIコントローラが使えることから、これらのインターフェイスは「ATARI仕様準拠」とカタログに書かれていた。
これらの端子は多くが汎用I/Oに接続される形になっていたこともあり、ソフトウェアの制御によって入力デバイス用のコネクタのみではなく、多ボタンの入力機器、マウス、通信ケーブル、MIDI機器の制御など、他の目的に使われることもあった。しかし、ホスト側の実装そのものは機種によって大きく異なり、制御可能な内容そのものも異なる上、これらの機器はソフトウェア側の対応を必要とするため、アタリ規格ではなく対象機種の専用品として販売されていた。
コントローラデバイスの複雑化などにより、1990年代中頃からはゲーム機で採用されなくなった。また、Windowsではドライバも用意されず多くの場合においてATARI規格相当の端子が使用できなくなったことや、それらではPC/AT互換機のゲームポートがサポートされておりそちらが使われるようになっていった。更には、そのゲームポートもレガシーデバイスとして排除され、USB接続が主流になるとレトロゲーム以外では需要がなくなり次第にその姿を消した。
| Pin No. | Atari Joystick | Atari Paddle | MSX    | MSX MOUSE | SEGA（SC-3000以降） | SEGA（MEGA DRIVE） | SEGA（MEGA DRIVE） |
| 1       | UP#            | NC           | UP#    | B0        | UP#                 | UP#                | UP#                |
| 2       | DOWN#          | NC           | DOWN#  | B1        | DOWN#               | DOWN#              | DOWN#              |
| 3       | LEFT#          | BUTTON2#     | LEFT#  | B2        | LEFT#               | LEFT#              | L                  |
| 4       | RIGHT#         | BUTTON1#     | RIGHT# | B3        | RIGHT#              | RIGHT#             | L                  |
| 5       | NC             | POT1         | +5V    | +5V       | NC                  | +5V                | +5V                |
| 6       | FIRE#          | NC           | A#     | TL#       | 1#                  | B#                 | A#                 |
| 7       | NC             | VCC          | B#     | TR#       | GND                 | H                  | L                  |
| 8       | GND            | GND          | COMMON | STB#      | GND                 | GND                | GND                |
| 9       | NC             | POT2         | GND    | GND       | 2#                  | C#                 | Start              |

なお、FM TOWNSでは、通常同時に押されることの無い方向キーの上下でSELECT、並びに、左右を同時に押下することでRUNの二つのボタンを標準で拡張しており、重複する方向キーと追加されたボタンは同時に正常に判別することが出来ない。
また、電波新聞社、シャープが販売したアナログスティックは、パラレル通信によって256段階の入力(3軸)と、多ボタン(10ボタン)の認識を可能にしている。
メガドライブでは6ボタンパッドもリリースされており、7番ピンを特定のタイミングで二度Highにする事によって、拡張部分の状態が返されるようにする形で認識ボタンの追加を実現している。同様に、FM TOWNSでも6ボタンパッドが提供されており、これは8番ピンをHighにすることにより拡張部分(C、X、Y、Zボタン)の状態が返されるようになる。